# Хуан Альфонсо Вальє
Хуан Альфонсо Вальє (ісп. Juan Alfonso Valle, 1905 — дата смерті невідома) — перуанський футболіст, що грав на позиції півзахисника, зокрема, за клуб «Італьяно Ліма», а також національну збірну Перу.

## Клубна кар'єра
Виступав за команду «Італьяно Ліма» в чемпіонаті Перу. 

## Виступи за збірну
Був серед футболістів, які сформували команду для участі в першому чемпіонаті світу 1930 року в Уругваї під керівництвом Франсіско Бру, однак участі в матчах турніру не брав.